# Allium dodecanesi
Allium dodecanesi är en amaryllisväxtart som beskrevs av Karavok. och Dimitrios B. Tzanoudakis. Allium dodecanesi ingår i släktet lökar, och familjen amaryllisväxter. Inga underarter finns listade i Catalogue of Life.